# Scheggia e Pascelupo
Scheggia e Pascelupo é uma comuna italiana da região da Umbria, província de Perugia, com cerca de 1.478 habitantes. Estende-se por uma área de 63 km², tendo uma densidade populacional de 23 hab/km². Faz fronteira com Cantiano (PU), Costacciaro, Frontone (PU), Gubbio, Sassoferrato (AN), Serra Sant'Abbondio (PU).

## Demografia
| Variação demográfica do município entre 1861 e 2011                               |
|                                                                                   |
| Fonte: Istituto Nazionale di Statistica (ISTAT) - Elaboração gráfica da Wikipedia |